# 林語堂故居
林語堂故居，位於臺灣臺北市士林區永福里、陽明山仰德大道旁，為林語堂最後十年所居、長眠的地點。林語堂去世後曾作為市立圖書館，今列市定紀念建築，由東吳大學維護。

## 歷史

### 蔣總統贈屋

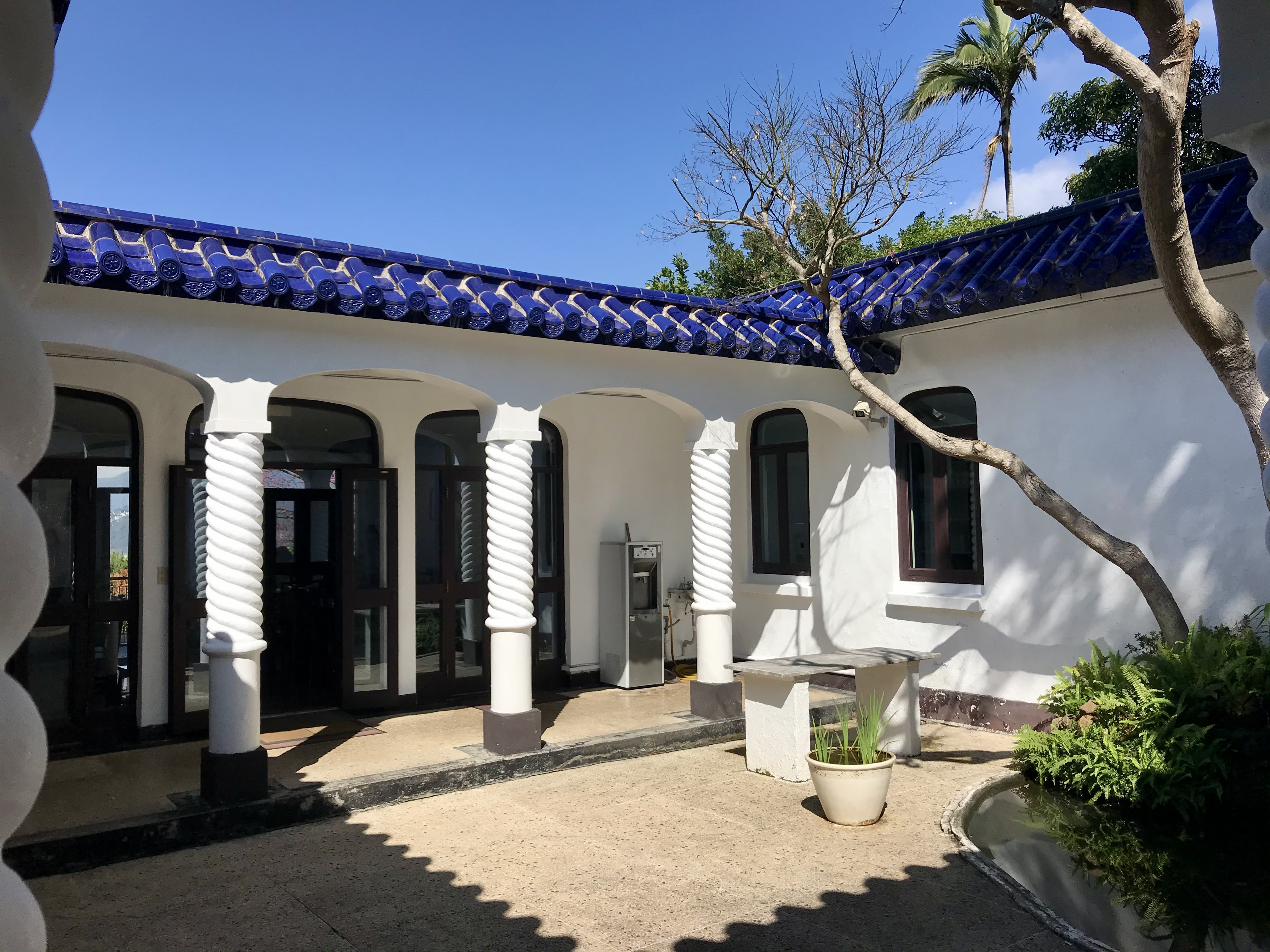
迴廊

1966年1月28日，總統蔣中正在南臺灣接見要轉機去香港探親的林語堂夫婦時，表達希望他們夫妻到臺灣定居。林語堂先是陽明山租房子住，後來蔣中正就為他們在陽明山建一幢房子。
給林語堂居住的房子建地一百零一坪，三房二廳，總占三百三十坪。建築由林語堂與王大閎一同設計，架構似四合院，呈現「ㄇ」字型的迴廊，設立西班牙式螺旋廊柱。半圓拱門為希臘式，白色粉牆上嵌深紫色圓角窗櫺與搭配深寶藍琉璃瓦。
林宅旁就是永福里公車站，隔壁白色巨邸曾為王羽居住。

### 林語堂入住

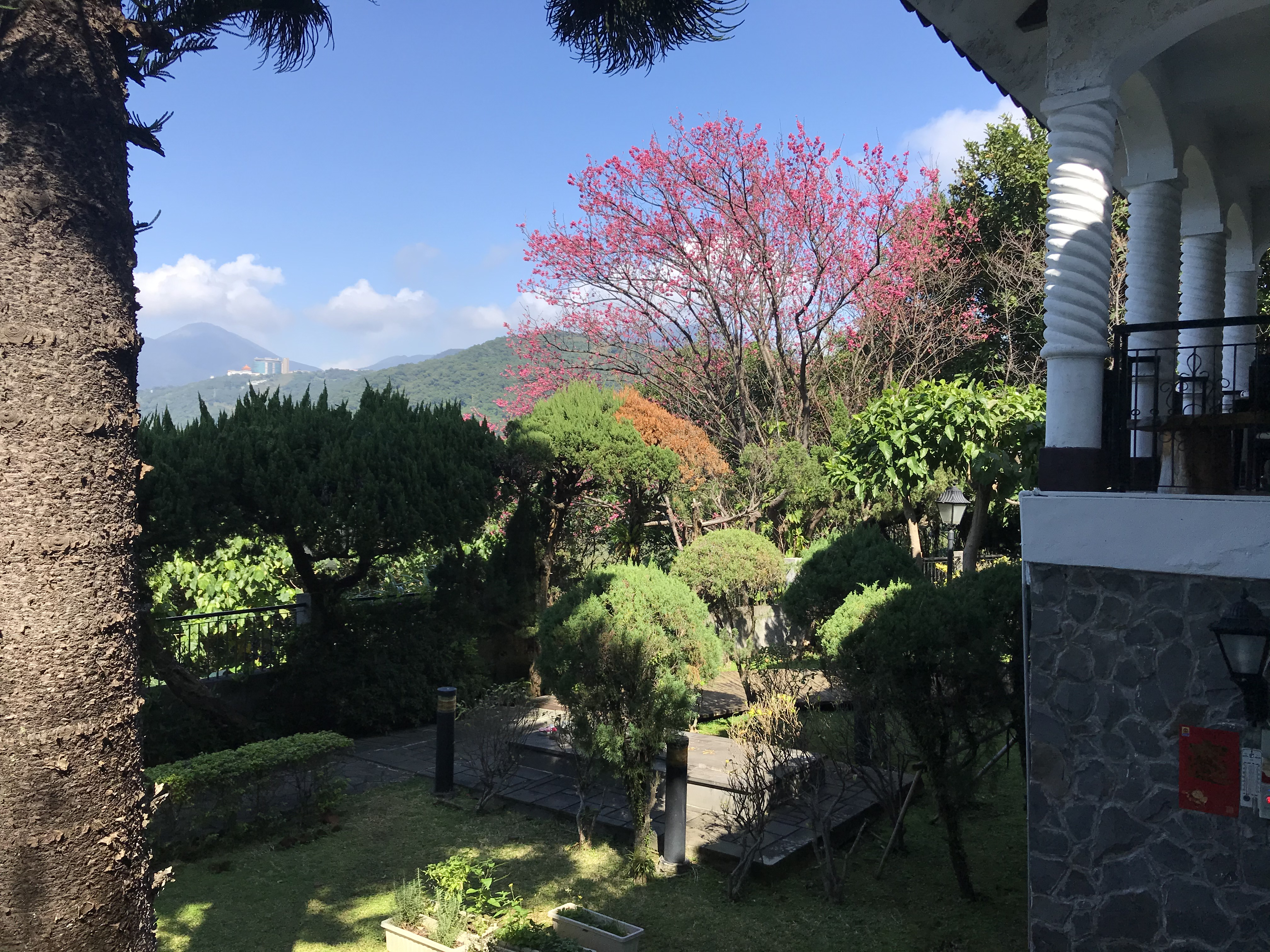
庭院

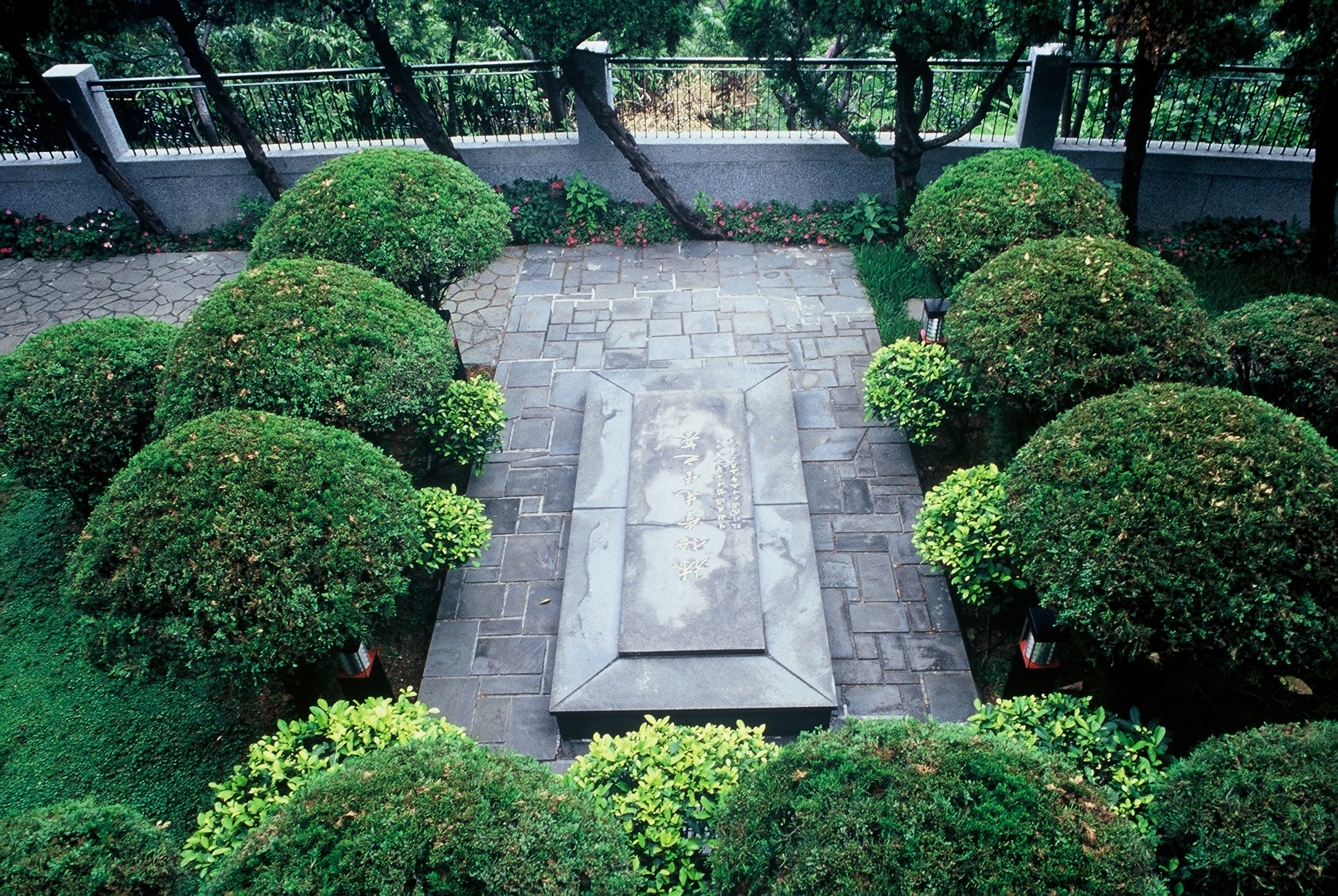
林語堂先生之墓

1966年6月4日，林語堂自香港乘機至台灣，告訴記者說香港物質生活很好，但因屬殖民地，總覺得情調有些不對，因此他決定在臺灣待較久日子。7月初，記者羊汝德採訪上個月入住陽明山的林語堂夫妻時，房子牆角的水池正在開鑿、從美國運回的書籍一部分還沒放上書架。
林語堂在〈我來台後二十四快事〉一文中，以「宅中有園，園中有屋，屋中有院，院中有樹，樹上有天，天上有月，不亦快哉」稱讚此宅。建築正對台北盆地，可望見淡水河、觀音山。清晨和黃昏，林語堂坐在階前的藤椅上觀賞紫藤花和遠處的山景。他也喜歡在襯以假山、楓香、翠竹、蒼蕨的水池前大理石椅坐著觀魚。
從此屋沿仰德大道往北到華岡藝校的沿路區域都曾是禁建區，也是蔣中正從士林官邸至草山行館經過之處。林語堂在這路開車時，喜歡搖下車窗，邊抽菸邊觀賞山陰滴翠，形容是「飽享眼福」。
林語堂在餐廳牆上掛著手書的「有不為齋」四字、擺放代表妻子廖翠鳳的「鳳」字的餐桌椅。林語堂常邀彭蒙惠與其朋友來此用餐，並由妻子煮菜。錢穆夫婦也常來此拜訪、留同晚餐。
在陽明山居住的林語堂，為香港中文大學以五年的時間編纂約一千八百頁《林語堂當代漢英詞典》。七十七歲，長女自殺身亡，他受重大打擊，但勉力完成此詞典。他在書房伏案時常達翌晨一時兩時，令晚上十一時就睡的錢穆自慚。
1976年4月1日11時，林語堂安葬於後院，由張群主持告別葬禮、張欽煌牧師講道，廖翠鳳、林太乙、林相如等林語堂親屬、蔣復璁、錢穆夫婦、吳經熊夫婦、馬星野、陳紀瀅參與。
之後廖翠鳳遷居香港，房子原由總統府第三局管理，後由陽明山管理處路燈管理所維護。林語堂手稿因故居濕氣重，轉交國立故宮博物院保管。

### 改作圖書館

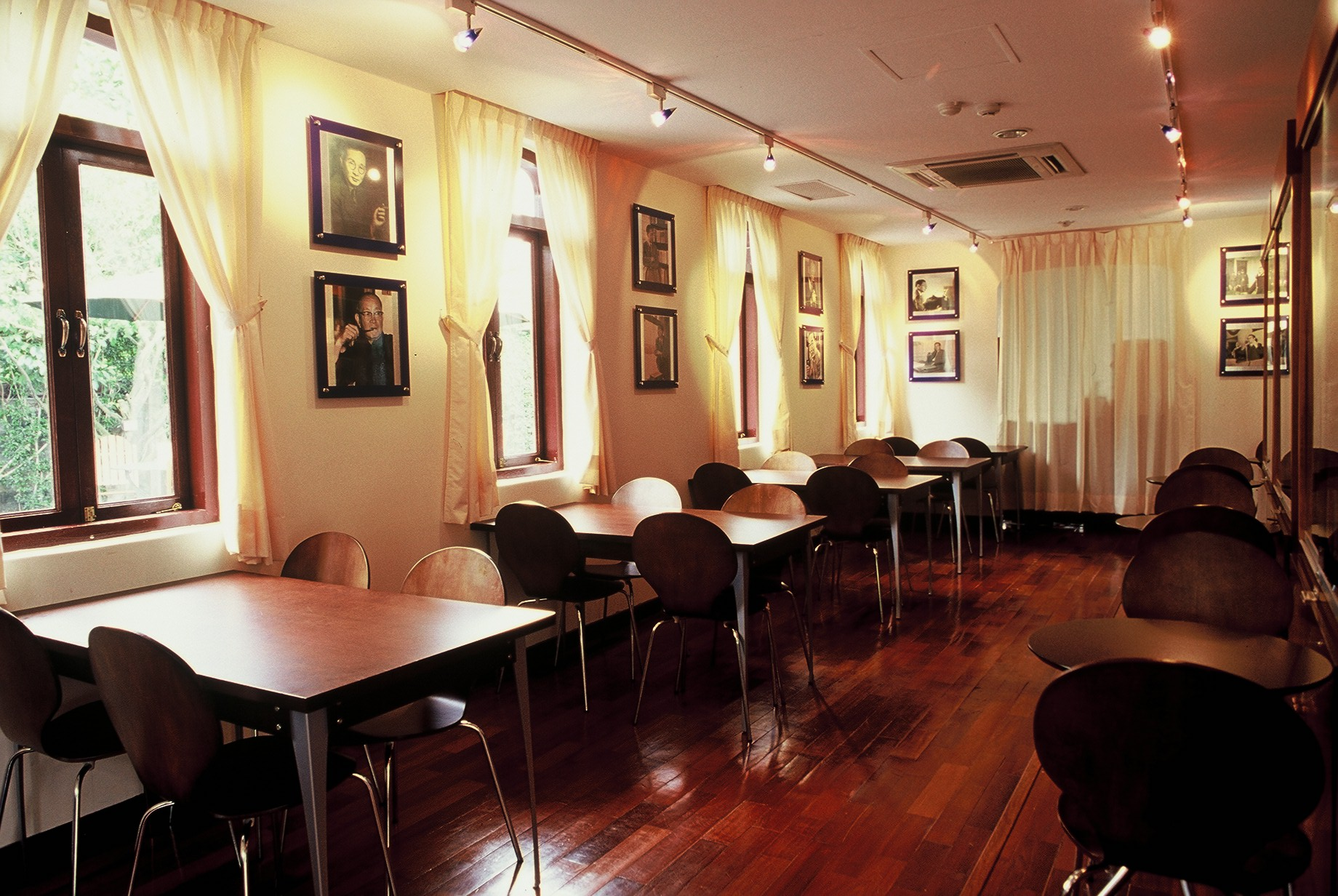
閱覽室

1982年，廖翠鳳建議台北市政府將林語堂故居規畫成專門學術機構。1984年9月29日，市府正式發文給力嘉營造承包作林語堂紀念圖書館。1985年5月28日上午，圖書館開幕，由代市長馬鎮方主持、前總統嚴家淦致詞。
市府調來王金木負責園藝，並打掃林語堂的墓園。多年後，他到八旬時依然在此維護，並在旁搭建鐵皮屋居住。
館藏以林語堂的學術著作，和世界各國研究或評論他的資料為主。原有林語堂藏書四千多冊，加上市立圖書館的六千冊圖書，開館後藏書量曾達一萬冊。陳列室擺有神通電腦的漢通一六四○型中文電腦，其所用的漢通簡捷輸入法，為參照林語堂上下形檢字法研究出來的。
教育局員承辦人員曾指出，此建物若要成立一座圖書館，實在太過狹小。家屬房間與廚房去除隔間，作為閱覽室之用。開幕後，閱覽室因面積有限，只能容納二十多人。市府幾度有擴建該紀念圖書館的構想，但被林太乙反對。
在1992年報導時，記者王晶文說每週二至週日上午九時至下午五時開放，是赴陽明山遊山的旅客少留意的地點。1990年代，館內連飲水機都沒有。日後對於建築發生嚴重蟲蛀，市圖館長曾淑賢表示市圖經費有限。

### 作紀念故居
1999年11月8日，台北市文化局成立第一個工作日，台北市長馬英九與文化局長龍應台來此與錢穆故居探訪。2000年3月4日，馬英九在文化發展會報上，裁定將林語堂紀念圖書館、錢穆紀念館移交文化局，朝學術中心定位發展。市府委託建築師許伯元進行整修規劃，樓下增設客房供研究林語堂的學者或是短期停留的藝文工作者暫居。次年3月15日，市府文化發展會報，馬英九指示教育局與文化局密切配合，務必讓錢穆、林語堂故居如期落成啟用。
2002年3月26日以「林語堂故居」之名開幕時，馬英九、龍應台、林太乙、林相如、和長年在故居工作的老園丁共同啟開，之後由佛光大學人文社會學院經營與推出「有不為齋書院講座」、「邂逅作家下午茶」等活動。2005年10月10日，林語堂一百一十歲冥誕，佛光大學人文學學院院長趙寧舉行移交儀式，交與東吳大學接手。
2018年5月，林語堂故居登錄紀念建築。

### 暫停對外開放
2024年6月1日起進行整復再利用工程，針對建築結構、空間與施備修復改善，使參觀品質能有效提升，工期預計2年，暫停對外開放。

## 外部連結
- 官方网站
- 林語堂故居的Facebook專頁
- 林語堂故居的Instagram帳戶
- 林語堂故居的新浪微博